# أنتونيو روكافينا
أنطونيو روكافينا (بالصربية: Антонио Рукавина)‏ (مواليد 26 يناير 1984 في بلغراد) لاعب كرة قدم صربي يلعب حاليا لصالح نادي ميونخ 1860 الألماني .

## روابط خارجية
- أنتونيو روكافينا على موقع الاتحاد الدولي (مؤرشف)  (الإنجليزية)
- أنتونيو روكافينا على موقع الاتحاد الأوربي (الإنجليزية)
- أنتونيو روكافينا على موقع قاعدة بيانات كرة القدم.إي يو (الإنجليزية)
- أنتونيو روكافينا على موقع بيانات كرة القدم. دي إي (الألمانية)
- أنتونيو روكافينا على موقع ناشيونال فوتبول تيمز (الإنجليزية)
- أنتونيو روكافينا على موقع Soccerbase.com (لاعب) (الإنجليزية)
- أنتونيو روكافينا على موقع Soccerway.com (الإنجليزية)
- أنتونيو روكافينا على موقع عالم كرة القدم.نت (الإنجليزية)
- أنتونيو روكافينا على موقع كووورة
- أنتونيو روكافينا على موقع AS.com (الإسبانية)